# 池邊久美子
池邊久美子（日语：池辺 久美子，10月23日—），日本女性配音員。出身於兵庫縣。O型血。

## 人物簡介
大阪藝術大學短期大學部設計美術學科畢業。青二塾大阪校第23期出身。
2010年12月為止原屬青二Production Junior（見習生）。經過3年的自由身後，2013年12月現在所屬Across Entertainment。

## 演出作品
※粗體字說明飾演的主要角色。

### 電視動畫
2008年
- 守護甜心！（少女）
- 守護甜心!! 心跳（男子）

2009年
- 動物偵探奇魯米（木島玉夫）
- 豹頭王傳說（拉克族的孩子、閃姆族的孩子）
- 戰場女武神（溫帝·契斯洛克）

2010年
- 七龍珠改（女性）
- ONE PIECE（亞馬遜）

2011年
- 異國迷宮的十字路口 The Animation（男孩子）
- 金鋼狼 (2011年日本動畫影集（日语：ウルヴァリン (アニメ)）)（侍女、瑪德利普爾的村民）

2014年
- 狐仙的戀愛入門（三條京子[4]）
- 魔法少女大戰（日枝）

2017年
- 此花綺譚（柊）

### OVA
2014年
- 狐仙的戀愛入門（三條京子[注 1]）

### 電影動畫
2010年
- 即將凋逝的音樂盒（播報員）

### 網路動畫
2017年
- 40週年喔!! 快樂快樂全明星小學（認真君）

### 遊戲
2008年
- 戰場女武神（雷咪·林頓、溫帝·契斯洛克）
- 純愛手札 Girl's Side 2nd Kiss（女高中生）

2009年
- 另一個時空另一個自我：鏡中偵探（日语：Another Time Another Leaf 鏡の中の探偵）（神樂·奧瓦爾斯[5]）

2010年
- 純愛手札 Girl's Side 3rd Story（護理人員）
- 尼爾：人工生命
- 皇家新娘稜鏡物語（日语：マリッジロワイヤル）

2011年
- 時空幻境世界傳奇閃耀神話3（日语：テイルズ オブ ザ ワールド レディアント マイソロジー3）（英雄們的聲音）

2012年
- NEW LovePlus（三好英子[6]）
- 人中之龍5 夢 實踐者（棒球打擊練習場的聲音）

2013年
- 古之女神和寶石射手（[7]）

2014年
- 幻獸姬（挪威海怪、維納斯）
- 青春姬SCHOOL PRINCESS（齊木育江[8]）
- 人中之龍 維新！

2015年
- 幻獸姬（阿耳忒彌斯·溫蒂妮）
- 投擲英雄（蒂雅琳）

### 廣播劇CD
2008年
- 魔塔大陸2 少女們於世界中迴響的創造詩 廣播劇CD Vol.2 克羅西（雷文提爾）

2009年
- 動物偵探奇魯米 什錦CD（2）（木島玉夫）
- 魔塔大陸3 終結世界的少女詩歌 side Finneler ～After story～（露西亞）
- 家言／愛

2017年
- 少年王女（日语：少年王女） 廣播劇CD第1卷

### 廣播劇
- 青山二丁目劇場（日语：青山二丁目劇場）
  - 會客室（沙耶香）
  - Lovers診療所
  - 你是對我很溫柔的朋友
  - 無機質偵探、（女）

### 旁白
- 華大（日语：博多華丸・大吉）的星期六好想知道！（日语：華大の知りたい!サタデー）（BS富士，2015年3月28日－）
- 小荳荳電視台 PR（NHK綜合）

### 數位漫畫
- VOMIC
  - （光倉的母親）
  - CRASH！ 特別篇（茶倉由衣）

### 廣播CD
- 狐仙的戀愛廣播劇CD 第5、6回

### 其它
- 聲音應援 京都府
- 聲優閒聊
- 兒童布偶劇場（日语：こどもにんぎょう劇場）（街上路人）
- 投資ABC 初級篇（花店的客人）－YouTube

## 音樂作品

### 歌手參加作品
| 發行日期 | 標題                    | 名義                 | 曲名       | 商業搭配 |
| 2008年   | 2008年                  | 2008年               | 2008年     | 2008年   |
| -------- | ----------------------- | -------------------- | ---------- | -------- |
| 9月24日  | 尋找的遺失物／秘密之森  | [ 成員 1 ]           | 「」       |          |
| 9月24日  | 尋找的遺失物／秘密之森  | [ 成員 1 ]           | 「秘密森」 |          |
| 11月19日 | TV兒童之歌精選 女孩子向 | 、山口繭、池邊久美子 | 「」       |          |

## 腳註

## 外部連結
- Across Entertainment公式官網的聲優簡介 （页面存档备份，存于） （日語）
- （日語）－池邊久美子的官方個人部落格。
- 池邊久美子的X（前Twitter） （日語）